# NGC 7587
NGC 7587 ist eine Balken-Spiralgalaxie vom Hubble-Typ SBab im Sternbild Pegasus nördlich des Himmelsäquators. Sie ist schätzungsweise 398 Millionen Lichtjahre von der Milchstraße entfernt und hat einen Durchmesser von etwa 140.000 Lichtjahren. Gemeinsam mit PGC 70985 bildet sie das isolierte und gravitativ gebundene Galaxienpaar KPG 580.
Im selben Himmelsareal befinden sich u. a. die Galaxien NGC 7584, NGC 7579, NGC 7595, NGC 7609.
Das Objekt wurde am 5. Oktober 1864 vom deutschen Astronomen Albert Marth entdeckt.